# Verilog-AMS
Verilog-AMSは、アナログ回路とディジタル回路の混在した回路(いわゆるミックスドシグナル)の動作を定義するためのアナログおよびミックスドシグナル拡張（AMS）を含むVerilogハードウェア記述言語の派生語である。

## 解説
これは、Verilog / SystemVerilog / VHDLのイベントベースのシミュレーターループを、アナログ領域の微分方程式を解く連続時間シミュレーターによって拡張したものでありる。アナログイベントはデジタルアクションをトリガーでき、その逆も可能である。 
Verilog-AMS標準は、アナログおよび混合信号システムと集積回路の設計者が、システムとコンポーネントの高レベルの動作記述と構造記述をカプセル化するモジュールを作成して使用できるようにすることを目的として作成された。   
Verilog-AMSは、ミックスドシグナル回路用の業界標準のモデリング言語である。連続時間とイベント駆動型の両方のモデリングセマンティクスを提供しており、アナログ、デジタル、およびアナログ/デジタル混合回路に適している。これは、非常に複雑なアナログ、ミックスドシグナル、およびRF集積回路の検証に適してる。 
VerilogおよびVerilog/AMSは手続き型プログラミング言語ではなく、イベントベースのハードウェア記述言語（HDL）である。そのため、並列アクションとイベントの定義と同期のための洗練された強力な言語機能を提供している。一方、HDLプログラムステートメントで定義された多くのアクションは並行して実行できる（手続き型言語のスレッドやタスクに多少似ているが、よりきめ細かい）。ただし、Verilog / AMSは、シミュレータのVerilog Procedural Interfaceを使用して、ANSI C言語などの手続き型言語と組み合わせることもできる。これにより、テストスイートの実装が容易になり、レガシーコードまたはテストベンチ機器との対話が可能となる。
Verilog-AMS委員会の当初の意図は、アナログとデジタルの両方で単一の言語であったが、合併プロセスの遅れにより、 VerilogがSystemVerilogに進化してIEEEに移行したのに対し、Verilog-AMSはAccelleraのままとなっている。

## コード例
Verilog / AMSはVerilogデジタルHDLのスーパーセットであるため、デジタルドメインのすべてのステートメントはVerilogと同様に機能する（例を参照）。すべてのアナログパーツはVerilog-Aと同じように機能する。

次のVerilog-AMSのコード例は、デジタル信号によってトリガーされるアナログ処理の例であるDAC。
```
`include
 
"constants.vams"

`include
 
"disciplines.vams"

// Simple DAC model

module
 
dac_simple
(
aout
,
 
clk
,
 
din
,
 
vref
);

	

	
// Parameters

	
parameter
 
integer
 
bits
 
=
 
4
 
from
 
[
1
:
24
];

	
parameter
 
integer
 
td
 
=
 
1
n
 
from
[
0
:
inf
);
  
// Processing delay of the DAC

	

	
// Define input/output

	
input
 
clk
,
 
vref
;

	
input
 
[
bits
-
1
:
0
]
 
din
;

	
output
 
aout
;

		

	
//Define port types

	
logic
 
clk
;

	
logic
 
[
bits
-
1
:
0
]
 
din
;

	
electrical
  
aout
,
 
vref
;

	

	
// Internal variables

	
real
 
aout_new
,
 
ref
;

	
integer
 
i
;

	

	
// Change signal in the analog part

	
analog
 
begin

		
@(
posedge
 
clk
)
 
begin
 
// Change output only for rising clock edge	

			

			
aout_new
 
=
 
0
;

			
ref
 
=
 
V
(
vref
);

			

			
for
(
i
=
0
;
 
i
<
bits
;
 
i
=
i
+
1
)
 
begin

				
ref
 
=
 
ref
/
2
;

				
aout_new
 
=
 
aout_new
 
+
 
ref
 
*
 
din
[
i
];

			
end

		
end
	

		
V
(
aout
)
 
<+
 
transition
(
aout_new
,
 
td
,
 
5
n
);
 
// Get a smoother transition when output level changes

	
end

endmodule

```

次のADCモデルは、デジタルブロックでアナログ信号を読み取っている。
```
`include
 
"constants.vams"

`include
 
"disciplines.vams"

// Simple ADC model

module
 
adc_simple
(
clk
,
 
dout
,
 
vref
,
 
vin
);

	

	
// Parameters

	
parameter
 
integer
 
bits
 
=
 
4
 
from
[
1
:
24
];
 
// Number of bits

	
parameter
 
integer
 
td
 
=
 
1
 
from
[
0
:
inf
);
 
// Processing delay of the ADC

	

	
// Define input/output

	
input
 
clk
,
 
vin
,
 
vref
;

	
output
 
[
bits
-
1
:
0
]
 
dout
;

	

	
//Define port types

	
electrical
 
vref
,
 
vin
;

	
logic
 
clk
;

	
reg
 
[
bits
-
1
:
0
]
 
dout
;

	

	
// Internal variables	

	
real
 
ref
,
 
sample
;

	
integer
 
i
;

	

	

	
initial
 
begin

		
dout
 
=
 
0
;

	
end

	
// Perform sampling in the digital blocks for rising clock edge

	
always
 
@(
posedge
 
clk
)
 
begin

		

		
sample
 
=
 
V
(
vin
);

		
ref
 
=
 
V
(
vref
);

			

		
for
(
i
=
0
;
 
i
<
bits
;
 
i
=
i
+
1
)
 
begin

			

			
ref
 
=
 
ref
/
2
;

				

			
if
(
sample
 
>
 
ref
)
 
begin

				
dout
[
i
]
 
<=
 
#(
td
)
 
1
;

				
sample
 
=
 
sample
 
-
 
ref
;

			
end

			
else

				
dout
[
i
]
 
<=
 
#(
td
)
 
0
;

		
end

	
end

endmodule

```

## See also
- Verilog
- Verilog-A
- VHDL-AMS
- SystemC-AMS

## 文献
- I. Miller and T. Cassagnes, "Verilog-AMS Eases Mixed Mode Signal Simulation," Technical Proceedings of the 2000 International Conference on Modeling and Simulation of Microsystems, pp. 305–308, Available: https://web.archive.org/web/20070927051749/http://www.nsti.org/publ/MSM2000/T31.01.pdf

### オープンソース実装
- OpenVAMS, an Open-Source VerilogAMS-1.3 Parser with internal VPI-like representation
- V2000 project - Verilog-AMS parser & elaborator